# Noyales
Noyales è un comune francese di 175 abitanti situato nel dipartimento dell'Aisne della regione dell'Alta Francia.

## Società
. 

### Evoluzione demografica
Abitanti censiti